# Llanura de Alsacia
La llanura de Alsacia (en francés: plaine d'Alsace) es una vasta llanura que cubre una gran parte de Alsacia. De una anchura de veinte a treinta kilómetros, de este a oeste, y con una longitud de 170 kilómetros, de norte a sur, la llanura se encuentra entre las montañas del macizo de los Vosgos, al oeste, y el río Rin, al este. La llanura de Alsacia ocupa la parte suroeste de la fosa renana o llanura del Alto Rin (en alemán: Oberrheinische Tiefebene).

## Geología
Hace 65 millones de años, los Vosgos y la Selva Negra formaban un solo macizo que se elevaba hasta los tres mil metros. Después de la formación de los Alpes, se formaron dos líneas de fractura paralelas en el macizo. El área entre estas dos fallas colapsó gradualmente y fue invadida por el mar, que la relleno en parte con depósitos marinos. Más tarde, el Rin se arrastró en esta fosa, aportando en ella aluviones que resultaron en la formación de la cuenca potásica y de varias cuencas hulleras (incluyendo la larga cuenca sub-vosgueana, al sur, la cuenca hullera del valle de Villé, en el centro, y sus fragmentos al norte).
Entre la llanura y los Vosgos están las colinas sub-vosgueanas. La fragilidad geológica creada por estas fallas es responsable de la aparición, hace diez millones de años, del pequeño macizo volcánico del Kaiserstuhl (oeste de Baden-Württemberg). Lavas terciarias afloraron alrededor de Ribeauvillé y de Riquewihr, y también en Gundershoffen. Permanecen sin nada en común con el Kaiserstuhl.
Las terrazas que bordean el Ried están cubiertas de loess. Fue en Hangenbieten, y en Achenheim, donde se encontraron las huellas de los primeros hombres en Alsacia. Se trata de hecho de herramientas de Homo erectus, de unos setecientos mil años de antigüedad, y descubiertas en los loessers.

### Los campos de fracturas
Se encuentran, de sur a norte:  
- el campo de fracturas de Vieux-Thann y de Lauw-Sentheim;
- el campo de fracturas de Guebwiller-Rouffach;
- el campo de fracturas de Ribeauvillé;
- el campo de fracturas de Saverne; con ochenta kilómetros de largo y veinte de ancho, es el más grande de Alsacia.

Los campos de fracturas sub-vosgueanos (así como sus pendientes sub-schwarzwaldianas de la Selva Negra) ofrecen en los afloramientos todos los términos de la serie mesozoica.
Las colinas sub-vosgeanas se adodan en los Vosgos gracias a la falla de los Vosgos, falla hectométrica. En el este, se gana la llanura de Alsacia propiamente dicha gracias a la falla renana, plurihectométrica.